# تلمبه اسلام‌آباد (پاریز)
تلمبه اسلام‌آباد، روستایی از توابع بخش پاریز شهرستان سیرجان در استان کرمان است.

## جمعیت
این روستا در دهستان پاریز قرار دارد و براساس سرشماری مرکز آمار ایران در سال ۱۳۹۵، جمعیت آن ۱۰ نفر (۵ خانوار) بوده‌است.